# La ragione per cui
La ragione per cui (Those Gentle Voices) è un romanzo fantascientifico di George Alec Effinger del 1976.
Il libro ha un intreccio molto particolare. Inizia dal capitolo 2 e, come afferma subito l'autore, questa scelta avrà una ragione ben precisa ma che sarà svelata proprio alla fine, anzi, proprio nella riga finale del romanzo.

## Trama
In un futuro a noi vicino, gli astronomi riescono ad isolare un segnale radio proveniente da un lontano pianeta. Subito si organizza una spedizione per andare ad esplorarlo, ed il mondo intero sussulta nel constatare che il mondo è abitato da forme di vita straordinariamente simili a quelle umane. Solo che gli uomini e donne che vivono sul pianeta sono allo stato ancora primitivo, o meglio sono più simili a bestie che ad esseri umani.
Malgrado gli scienziati terrestri si siano raccomandati con gli appartenenti alla missione di non interferire con le culture locali, questi non resistono e cercano di comunicare con gli esseri che incontrano, mettendo in moto un meccanismo molto pericoloso. Malgrado infatti gli uomini del pianeta siano molto arretrati culturalmente, imparano con una velocità impressionante: in un tempo spaventosamente breve raggiungeranno il livello culturale e tecnologico dei terrestri, sorpassandolo poi di gran lunga.
Con il progresso arriverà anche il desiderio di colonizzare i pianeti dell'universo... cominciando proprio dalla Terra.
Possibile che nessuno abbia mai fatto niente, nel frattempo, per evitare tutto questo? Forse c'è stato qualcuno, ma solo nell'ultima riga del romanzo si saprà... la ragione per cui.

## Edizioni
Il romanzo esce in Italia il 24 agosto 1980 nella collana fantascientifica Urania (n. 850).